# Mainzac
Pour l’article ayant un titre homophone, voir Minzac.
Mainzac est une commune du Sud-Ouest de la France, située dans le département de la Charente (région Nouvelle-Aquitaine).
Ses habitants sont les Mainzacois et les Mainzacoises.

## Géographie

### Localisation et accès
Mainzac est une commune du sud-est de la Charente limitrophe du département de la Dordogne, située à 28 km au sud-est d'Angoulême.
Appartenant au canton de Montbron, le bourg de Mainzac est à 13 km au sud de Montbron. Il est aussi à 7 km au sud-est de Marthon, 14 km à l'ouest de Nontron, 18 km au nord-est de Villebois-Lavalette et 45 km de Périgueux.
À l'écart des routes importantes, la commune de Mainzac est à 5 km au sud de la D 4 (D 75 en Dordogne), route d'Angoulême à Nontron, qui passe à Marthon et Javerlhac, et à 6 km au sud-est de la D 16, route de Montmoreau à Confolens par Villebois et Montbron. Le bourg est au croisement de la D 93, D 65 et D 111.

### Hameaux et lieux-dits
La commune compte quelques fermes et petits hameaux : Faurias, Puymasson, le Maine au Clair, la Ferrière, Ferdinas et Labadias en limite de département, le Rocher, la Breuille plus près du bourg, etc..

### Communes limitrophes
Mainzac est limitrophe de six autres communes, dont la moitié dans le département de la Dordogne.
| Feuillade | Souffrignac                    | Javerlhac-et-la-Chapelle-Saint-Robert (Dordogne) |
|           | Mainzac                        |                                                  |
| Charras   | Mareuil en Périgord (Dordogne) | Hautefaye (Dordogne)                             |

### Géologie et relief
Le terrain est calcaire et date du Jurassique moyen (Bajocien au nord et au centre de la commune, Callovien ailleurs). Les collines, souvent boisées, sont recouvertes par endroits de terrain détritique d'origine tertiaire (argile et galets), en particulier aux bois du Lac et de Faurias,,.
Le relief de la commune est celui d'un plateau d'une altitude moyenne de 160 m. De nombreuses vallées sèches ou combes parcourent ce plateau. Quelques hauteurs occupent le nord-est de la commune. Le point culminant est à une altitude de 192 m, situé à l'est du bourg au bois du Lac. Le point le plus bas est à 119 m, situé en limite nord-est près du Maine au Clair. Le bourg est à 160 m d'altitude.

### Hydrographie

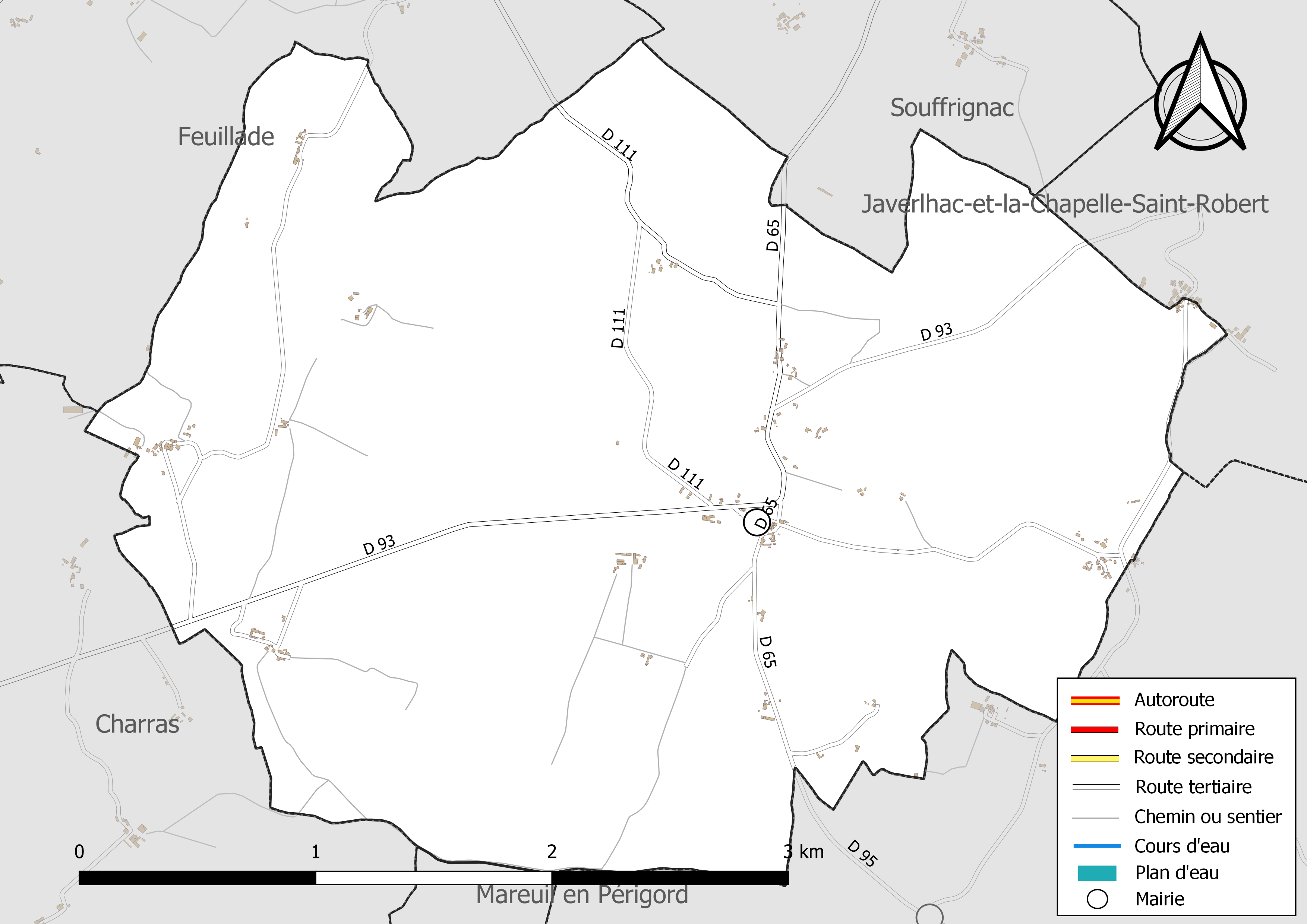
Réseaux hydrographique et routier de Mainzac.

La commune est située dans le bassin versant de la Charente au sein du Bassin Adour-Garonne. La commune étant située sur un plateau karstique, aucun cours d'eau permanent n'est répertorié sur la commune,.

### Climat
Comme dans les trois quarts sud et ouest du département, le climat est océanique aquitain.

## Urbanisme

### Typologie
Au 1er janvier 2024, Mainzac est catégorisée commune rurale à habitat très dispersé, selon la nouvelle grille communale de densité à 7 niveaux définie par l'Insee en 2022.
Elle est située hors unité urbaine et hors attraction des villes,.

### Occupation des sols
L'occupation des sols de la commune, telle qu'elle ressort de la base de données européenne d’occupation biophysique des sols Corine Land Cover (CLC), est marquée par l'importance des territoires agricoles (57,7 % en 2018), une proportion sensiblement équivalente à celle de 1990 (57,1 %). La répartition détaillée en 2018 est la suivante : 
forêts (42,3 %), zones agricoles hétérogènes (28,1 %), terres arables (26,1 %), cultures permanentes (3,5 %). L'évolution de l’occupation des sols de la commune et de ses infrastructures peut être observée sur les différentes représentations cartographiques du territoire : la carte de Cassini (XVIIIe siècle), la carte d'état-major (1820-1866) et les cartes ou photos aériennes de l'IGN pour la période actuelle (1950 à aujourd'hui).

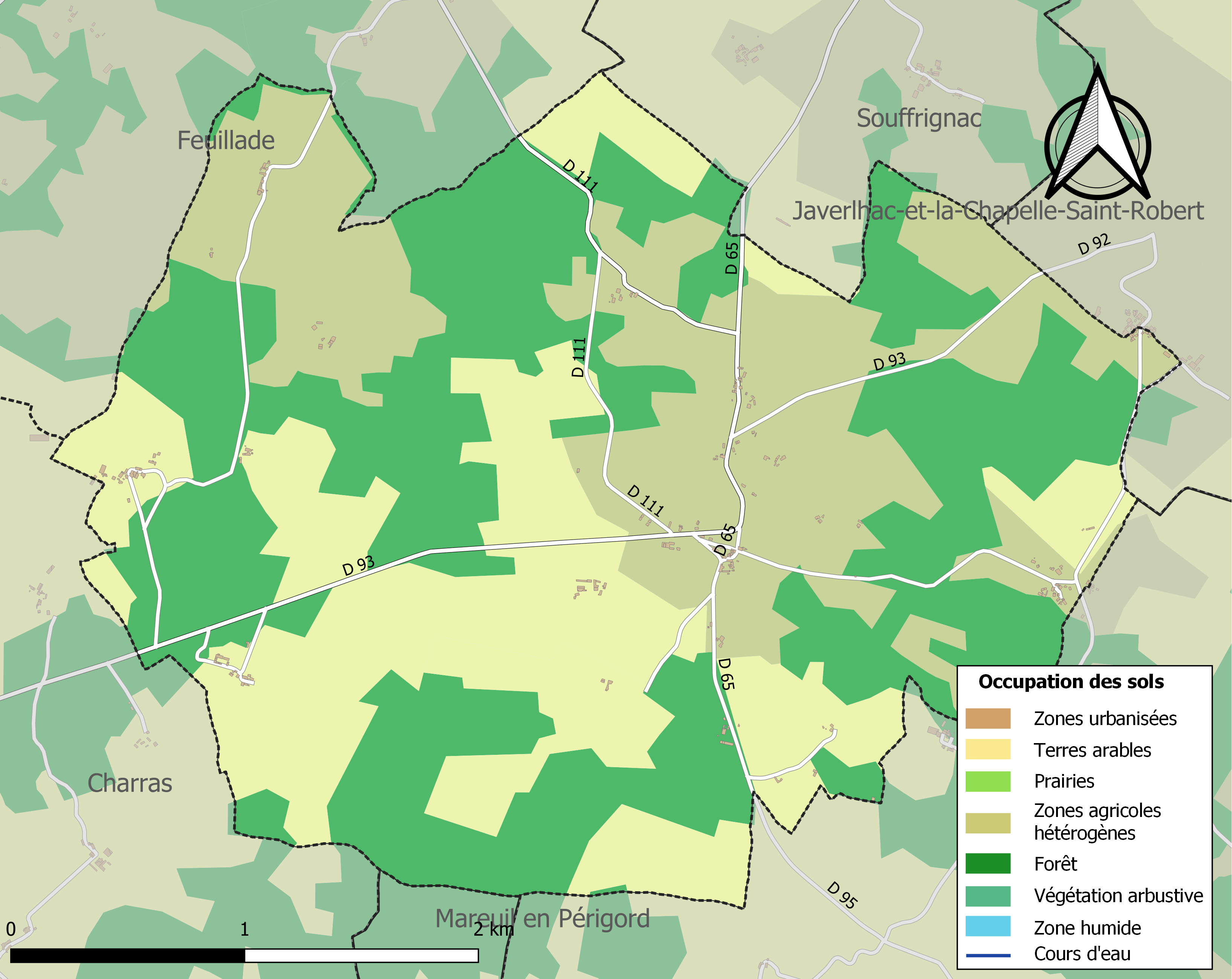
Carte des infrastructures et de l'occupation des sols de la commune en 2018 (CLC).

### Risques majeurs
Le territoire de la commune de Mainzac est vulnérable à différents aléas naturels : météorologiques (tempête, orage, neige, grand froid, canicule ou sécheresse) et séisme (sismicité faible). Un site publié par le BRGM permet d'évaluer simplement et rapidement les risques d'un bien localisé soit par son adresse soit par le numéro de sa parcelle.

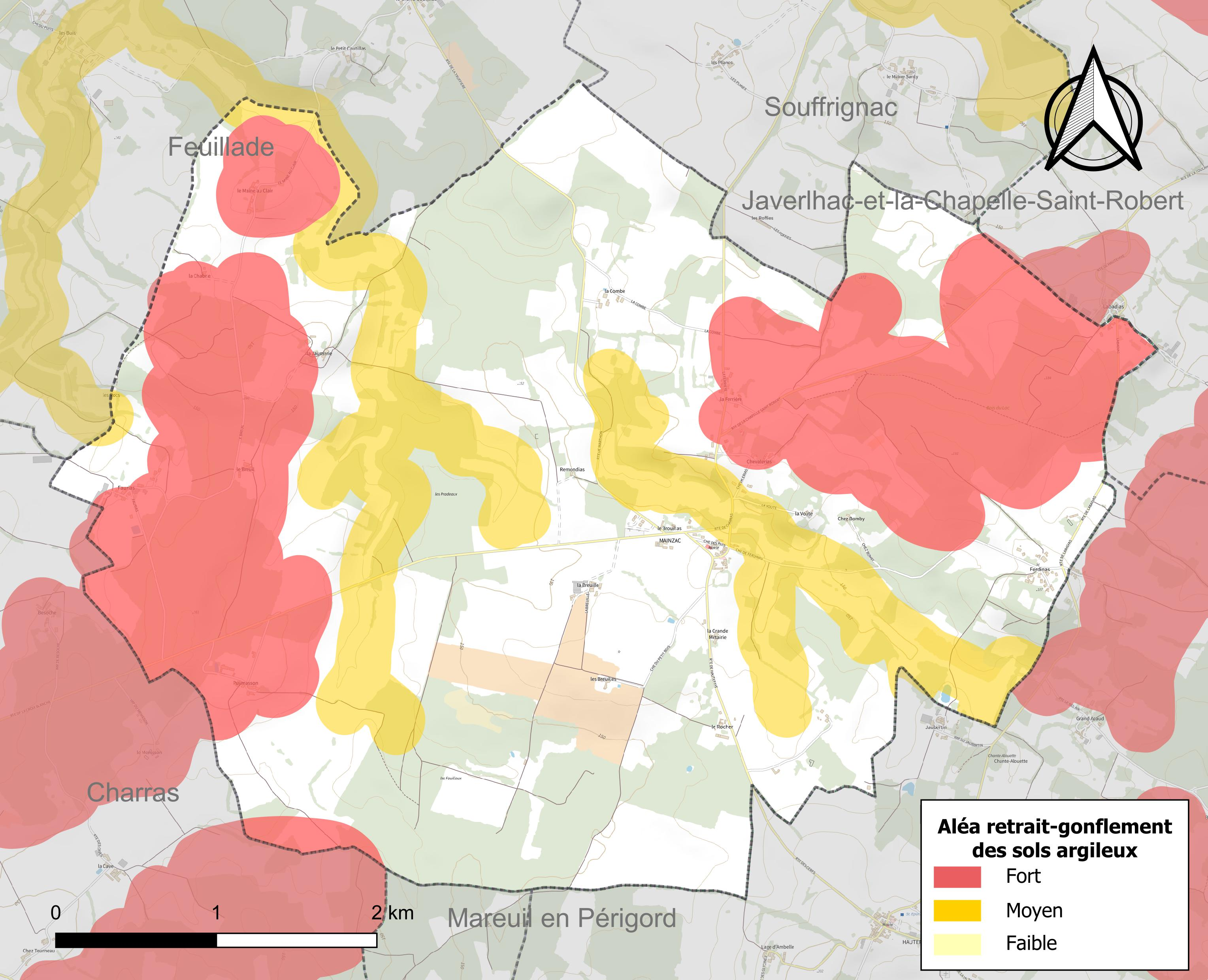
Carte des zones d'aléa retrait-gonflement des sols argileux de Mainzac.

Le retrait-gonflement des sols argileux est susceptible d'engendrer des dommages importants aux bâtiments en cas d’alternance de périodes de sécheresse et de pluie. 46,6 % de la superficie communale est en aléa moyen ou fort (67,4 % au niveau départemental et 48,5 % au niveau national). Sur les 78 bâtiments dénombrés sur la commune en 2019,  31 sont en aléa moyen ou fort, soit 40 %, à comparer aux 81 % au niveau départemental et 54 % au niveau national. Une cartographie de l'exposition du territoire national au retrait gonflement des sols argileux est disponible sur le site du BRGM,.
Par ailleurs, afin de mieux appréhender le risque d’affaissement de terrain, l'inventaire national des cavités souterraines permet de localiser celles situées sur la commune.
La commune a été reconnue en état de catastrophe naturelle au titre des dommages causés par les inondations et coulées de boue survenues en 1982, 1983 et 1999. Concernant les mouvements de terrains, la commune a été reconnue en état de catastrophe naturelle au titre des dommages causés par la sécheresse en 2011 et par des mouvements de terrain en 1999.

## Toponymie
Les formes anciennes sont Minziaco en 1272, Minzac, Minzaco, Minzacum au XIVe siècle.
L'origine du nom de Mainzac remonterait à un nom de personne gallo-romain Mintius ou Magentius auquel est apposé le suffixe -acum, ce qui correspondrait à Mintiacum, « domaine de Mintius »,.

### Langues
La commune est dans la partie occitane de la Charente qui en occupe le tiers oriental, et le dialecte est limousin. 
Elle se nomme Minzac en occitan.

## Histoire
Les registres de l'état civil remontent à 1682.
L'ancien château, situé près de l'église et dont il reste quelques vestiges, était le siège d'une seigneurie qui relevait de l'évêché d'Angoulême et dont les possesseurs sont connus depuis le XIIe siècle. Au XVe siècle, le mariage d'Agnès de Beaulieu, dame de Mainzac, avec Jean de Villars porta la seigneurie de Mainzac dans cette dernière famille qui la conserva jusqu'au milieu du XVIIe siècle. En 1639, Marie de Villars épousa Jean de Fornel et lui porta en dot la terre de Mainzac.
Le château de Remondias était le siège d'une autre seigneurie, dépendant aussi de l'évêché d'Angoulême. Au XVe siècle, cette seigneurie était partagée entre la famille Vigier de la Motte et la famille de Villars. En 1588 elle est passée à la famille Chapiteau, qui l'a conservée jusqu'au XXe siècle.
Sous l'Ancien Régime, la paroisse de Mainzac était riche en minerai de fer, qui était ramassé à même le sol, et qui approvisionnait les forges alentour, notamment entre Feuillade et Javerlhac, puis la fonderie de Ruelle un certain temps.
Au début du XXe siècle, l'élevage des moutons et des porcs dans des prairies artificielles (par manque d'eau) était une principale source de revenus dans la commune.

## Administration
| Période                                  | Période  | Identité         | Étiquette | Qualité    |
| ---------------------------------------- | -------- | ---------------- | --------- | ---------- |
| Les données manquantes sont à compléter. |          |                  |           |            |
| depuis 2001                              | En cours | Patrice Dominici | SE        | Enseignant |

## Démographie

### Évolution démographique
L'évolution du nombre d'habitants est connue à travers les recensements de la population effectués dans la commune depuis 1793. Pour les communes de moins de 10 000 habitants, une enquête de recensement portant sur toute la population est réalisée tous les cinq ans, les populations de référence des années intermédiaires étant quant à elles estimées par interpolation ou extrapolation. Pour la commune, le premier recensement exhaustif entrant dans le cadre du nouveau dispositif a été réalisé en 2007.

En 2022, la commune comptait 123 habitants, en évolution de +18,27 % par rapport à 2016 (Charente : −0,48 %, France hors Mayotte : +2,11 %).
| 1793 | 1800 | 1806 | 1821 | 1831 | 1841 | 1846 | 1851 | 1856 |
| ---- | ---- | ---- | ---- | ---- | ---- | ---- | ---- | ---- |
| 402  | 431  | 437  | 418  | 445  | 438  | 448  | 443  | 417  |

| 1861 | 1866 | 1872 | 1876 | 1881 | 1886 | 1891 | 1896 | 1901 |
| ---- | ---- | ---- | ---- | ---- | ---- | ---- | ---- | ---- |
| 405  | 387  | 363  | 327  | 353  | 318  | 324  | 283  | 274  |

| 1906 | 1911 | 1921 | 1926 | 1931 | 1936 | 1946 | 1954 | 1962 |
| ---- | ---- | ---- | ---- | ---- | ---- | ---- | ---- | ---- |
| 265  | 308  | 252  | 272  | 238  | 223  | 196  | 198  | 177  |

| 1968 | 1975 | 1982 | 1990 | 1999 | 2006 | 2007 | 2012 | 2017 |
| ---- | ---- | ---- | ---- | ---- | ---- | ---- | ---- | ---- |
| 157  | 121  | 110  | 121  | 102  | 110  | 111  | 96   | 110  |

| 2022 | - | - | - | - | - | - | - | - |
| ---- | - | - | - | - | - | - | - | - |
| 123  | - | - | - | - | - | - | - | - |

### Pyramide des âges
La population de la commune est relativement âgée.
En 2018, le taux de personnes d'un âge inférieur à 30 ans s'élève à 20 %, soit en dessous de la moyenne départementale (30,2 %). À l'inverse, le taux de personnes d'âge supérieur à 60 ans est de 36,4 % la même année, alors qu'il est de 32,3 % au niveau départemental.
En 2018, la commune comptait 56 hommes pour 56 femmes, soit un taux de 50 % de femmes, légèrement inférieur au taux départemental (51,59 %).
Les pyramides des âges de la commune et du département s'établissent comme suit.
| Hommes | Classe d’âge | Femmes |
| ------ | ------------ | ------ |
| 3,6    | 90 ou +      | 1,8    |
| 10,9   | 75-89 ans    | 18,2   |
| 20,0   | 60-74 ans    | 18,2   |
| 30,9   | 45-59 ans    | 23,6   |
| 14,5   | 30-44 ans    | 18,2   |
| 10,9   | 15-29 ans    | 3,6    |
| 9,1    | 0-14 ans     | 16,4   |

| Hommes | Classe d’âge | Femmes |
| ------ | ------------ | ------ |
| 1      | 90 ou +      | 2,7    |
| 9,2    | 75-89 ans    | 12     |
| 20,6   | 60-74 ans    | 21,3   |
| 20,7   | 45-59 ans    | 20,3   |
| 16,8   | 30-44 ans    | 16     |
| 15,6   | 15-29 ans    | 13,4   |
| 16,1   | 0-14 ans     | 14,3   |

## Économie

### Agriculture
La viticulture occupe une petite partie de l'activité agricole. La commune est située dans les Bons Bois, dans la zone d'appellation d'origine contrôlée du cognac.

## Lieux et monuments
- L'église paroissiale Saint-Maurice, datant du XIIe siècle, possède une crypte du Xe siècle[31].

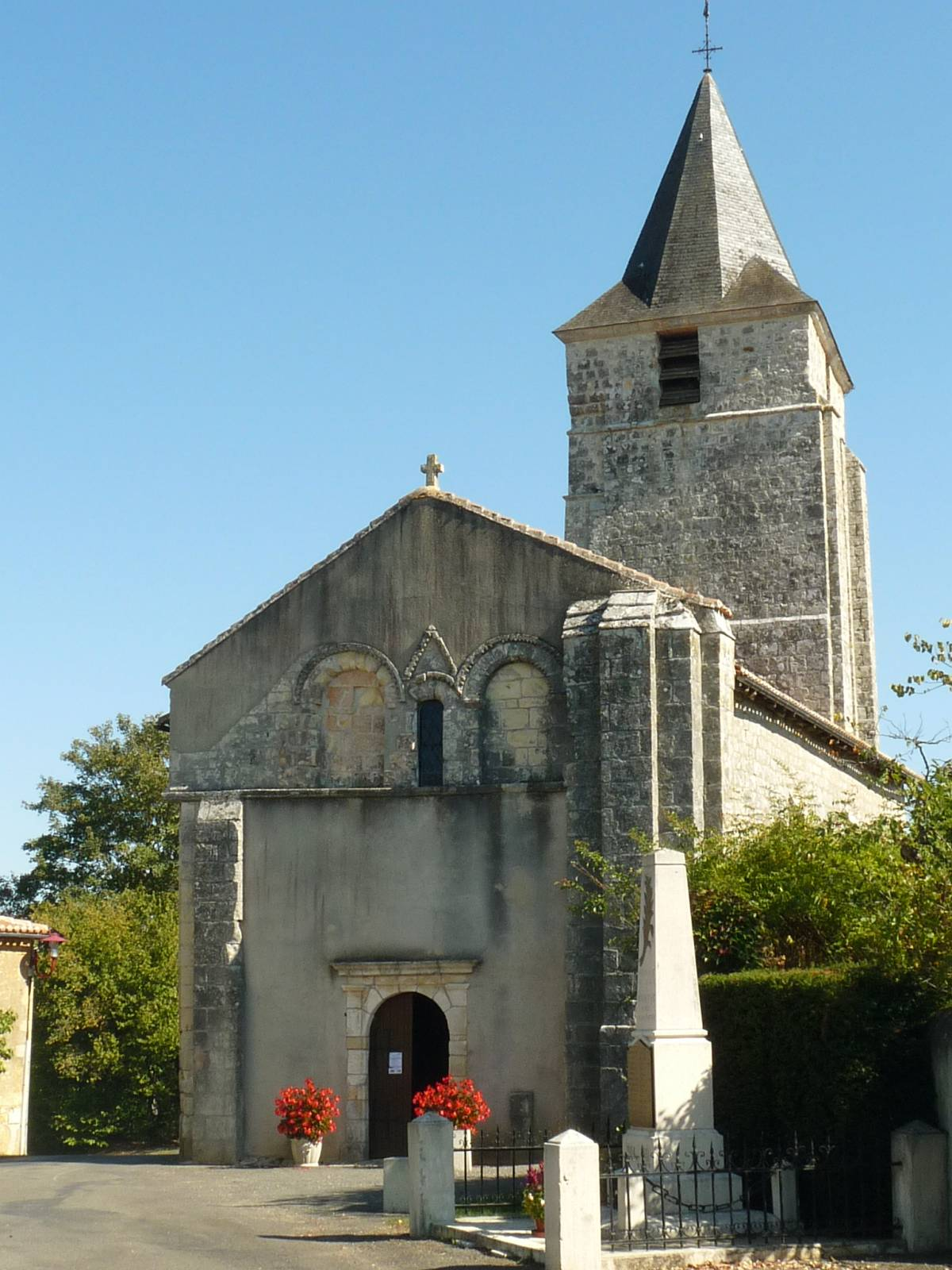
La façade occidentale.
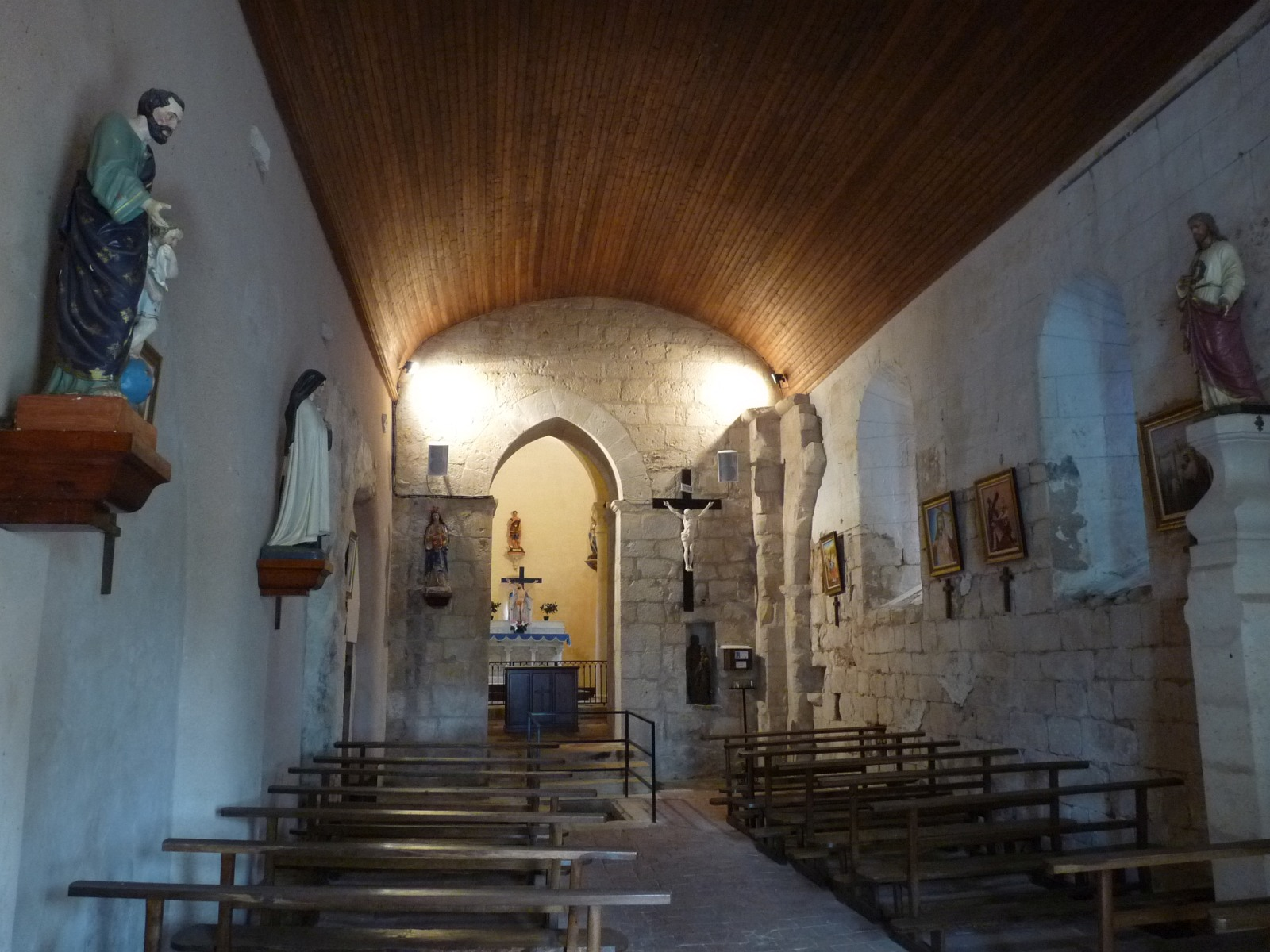
La nef.
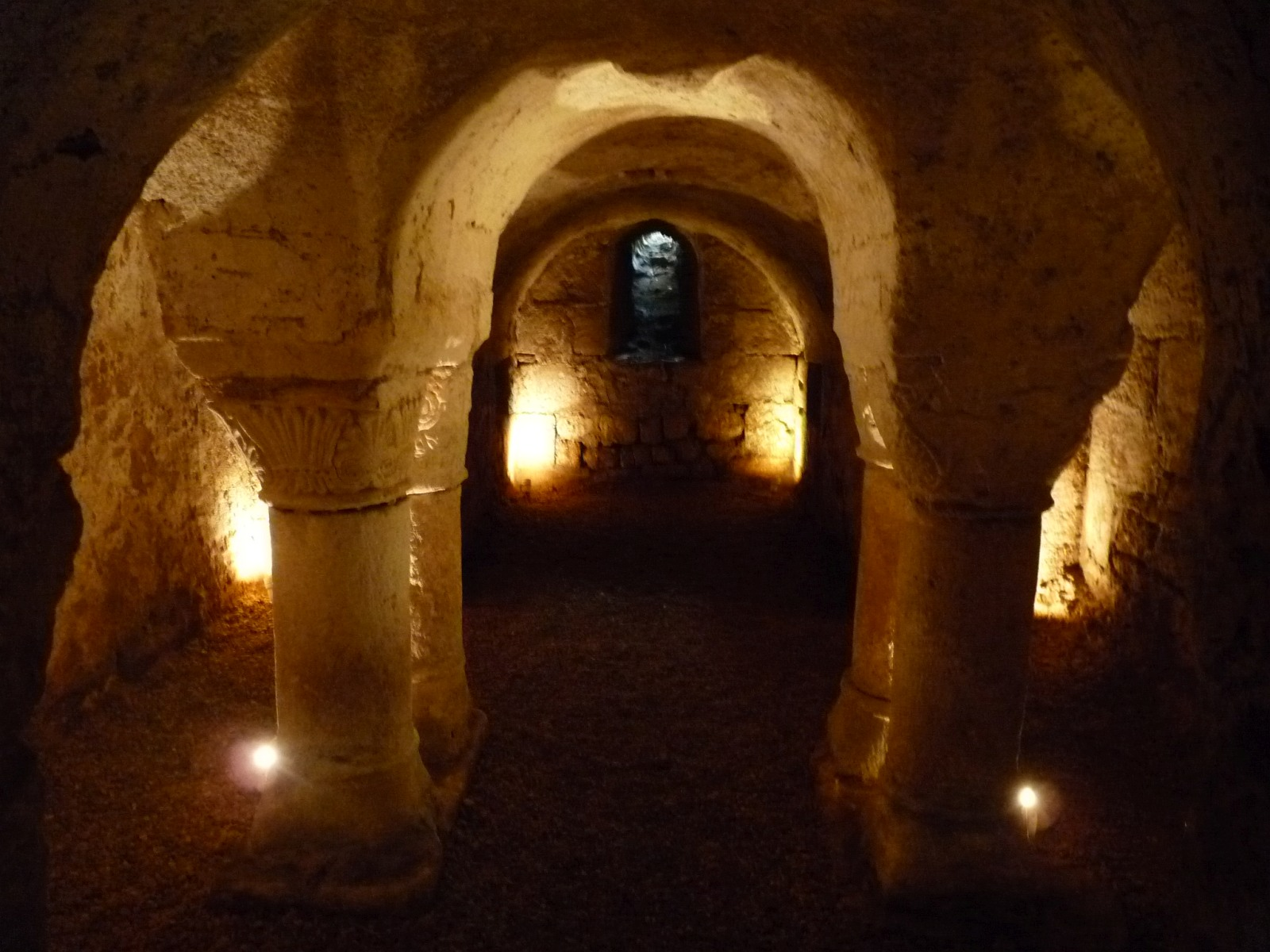
La crypte.

- Le vieux château de Remondias.